# 키프로스의 국기
키프로스의 국기는 1960년 8월 16일에 제정되었다.
하얀색 바탕에는 키프로스의 주황색 지도가 그려져 있으며 지도 아래에는 두 개의 올리브 가지가 엇갈린 채로 놓여 있다. 하얀색은 평화를, 주황색은 키프로스라는 국명의 유래가 된 구리를 뜻하며 두 개의 올리브 가지는 그리스계 키프로스인과 터키계 키프로스인 간의 평화와 화해에 대한 희망을 나타낸다.
키프로스 내에서는 국민의 선택에 따라 그리스의 국기 또는 터키의 국기와 함께 게양하는 것이 인정된다.

## 색상
| 색상 | 하양                  | 주황                | 갈록               |
| ---- | --------------------- | ------------------- | ------------------ |
| RGB  | 255–255–255 (#FFFFFF) | 213–120–0 (#D57800) | 78–91–49 (#4E5B31) |

## 역대 키프로스의 국기

키프로스 왕국의 국기 (1192년 ~ 1489년)
영국령 키프로스의 기 (1881년 ~ 1922년)
영국령 키프로스의 기 (1922년 ~ 1960년 4월)
키프로스의 국기 (1960년 4월 ~ 1960년 8월, 비율 3:5)
키프로스의 국기 (1960년 8월 ~ 2006년 4월, 비율 3:5)

## 그 외의 기

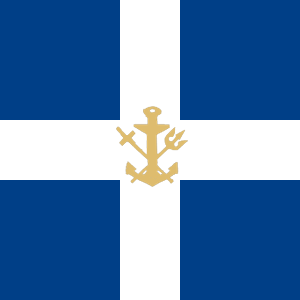
키프로스의 해군기
유엔이 제안한 통일 키프로스 공화국의 국기 디자인

## 같이 보기
- 북키프로스의 국기